# 샬로트 롤린
바르브로 샬로트 롤린(스웨덴어: Barbro Charlotte Rohlin, 1980년 12월 2일 ~ )은 스웨덴의 은퇴한 여자 축구 선수로, 포지션은 수비수였다.

## 클럽 경력
1987년부터 1994년까지 자신의 고향인 린셰핑을 연고로 하는 축구 클럽인 BK 켄튀 유소년 팀 소속으로 활동했다. 1995년부터 2015년까지 린셰핑 FC 소속으로 활동하던 동안에는 린셰핑 FC의 다말스벤스칸 1회 우승, 여자 스벤스카 쿠펜 4회 우승, 여자 스벤스카 수페르쿠펜 2회 우승에 기여했다.

## 국가대표 경력
2007년 3월 7일에 열린 핀란드와의 알가르브컵 경기에서 처음 출전하면서 스웨덴 여자 축구 국가대표팀 선수로 데뷔했으며 스웨덴은 핀란드에 3-0 승리를 기록했다. 중국에서 개최된 2007년 FIFA 여자 월드컵에 참가한 스웨덴 여자 축구 국가대표팀 명단에 이름을 올렸지만 본선에는 기용되지 않았다.
2008년 베이징 하계 올림픽에서는 본선 4경기에 모두 출전하여 스웨덴의 8강전 진출에 기여했다. 핀란드에서 개최된 UEFA 여자 유로 2009에서는 러시아와의 조별 예선 경기에서 스웨덴의 첫 골을 기록하면서 스웨덴의 3-0 승리에 기여했으며 스웨덴은 해당 대회에서 8강전에 진출하는 성과를 기록하게 된다.
독일에서 개최된 2011년 FIFA 여자 월드컵에서는 본선 6경기에 모두 출전하여 스웨덴이 3위를 차지하는 데에 기여했다. 2012년 런던 하계 올림픽은 전방 십자 인대 부상으로 인해 불참했고 2013년 봄에 복귀하게 된다. 스웨덴에서 개최된 UEFA 여자 유로 2013에서는 본선 5경기에 모두 출전하여 스웨덴이 준결승전에 진출하는 데에 기여했다.
캐나다에서 개최된 2015년 FIFA 여자 월드컵에 참가한 스웨덴 여자 축구 국가대표팀 명단에 이름을 올렸지만 본선에서는 수비수로 전향한 닐라 피셰르, 대표팀에 합류한 신예 선수인 엠마 베릴룬드 등에게 밀려서 기용되지 않았다. 스웨덴은 2015년 FIFA 여자 월드컵 조별 예선 3경기에서 모두 무승부를 기록한 이후에 조 3위로 밀려나면서 간신히 16강에 진출했지만 독일과의 16강전에서 패배하면서 탈락하고 만다. 롤린은 당시 스웨덴 여자 축구 국가대표팀 감독을 맡고 있던 피아 순드하게를 강하게 비판했다.

## 수상

### 클럽
린셰핑 FC
- 다말스벤스칸 1회 우승 (2009)
- 여자 스벤스카 쿠펜 4회 우승 (2006, 2008, 2009, 2013-14)
- 여자 스벤스카 수페르쿠펜 2회 우승 (2010, 2011)

### 국가대표
- 2011년 FIFA 여자 월드컵 3위